# Arthur Dake
Arthur William Dake (Darkowski) (ur. 8 kwietnia 1910 w Portland, zm. 28 kwietnia 2000 w Reno) – amerykański szachista polskiego pochodzenia, czołowy zawodnik świata w latach 30. XX wieku.

## Życiorys
Ojciec Artura, który urodził się w polskiej rodzinie włościańskiej pochodzącej z okolic Serocka, wyemigrował do Stanów Zjednoczonych przed I wojną światową i tam ożenił się imigrantką z Norwegii. Arthur grę w szachy poznał późno, w wieku 17 lat, ale szybko awansował do ścisłej czołówki amerykańskich szachistów. Po raz pierwszy w szachowym turnieju wystąpił w roku 1930 w Nowym Jorku, zajmując w mistrzostwach stanu trzecie miejsce. Rok później zadebiutował w reprezentacji USA na szachowej olimpiadzie w Pradze, zdobywając wraz z zespołem złoty medal. Kolejne dwa złote medale drużynowe zdobył na olimpiadach w latach 1933 (w Folkestone) i 1935 (w Warszawie). Łącznie na olimpiadach rozegrał 45 partii i zdobył 34 pkt.
W latach 30. XX wieku odniósł szereg sukcesów w międzynarodowych turniejach, m.in.: 
- 1931 – Antwerpia, I-III (wraz z Akibą Rubinsteinem i Frederickiem Yatesem),
- 1932 – Pasadena, III-V (za Aleksandrem Alechinem i Isaakiem Kashdanem),
- 1934 – Chicago, III (US open) oraz Syrakuzy, III-IV (za Samuelem Reshevskim),
- 1935 – Meksyk, I-III (wraz z Isaakiem Kashdanem i Reubenem Fine) oraz Milwaukee, II (za Reubenem Fine),
- 1936 – Filadelfia, II-III (US open, za Israelem Horowitzem) oraz Nowy Jork, VI-VII (I mistrzostwa USA),
- 1938 – Nowy Jork, VI-VII (II mistrzostwa USA).

Po zakończeniu II wojny światowej szachy traktował już tylko amatorsko, rzadko występując w silnie obsadzonych turniejach. W roku 1950 wziął udział w radiowym meczu USA - Jugosławia (na VI szachownicy). W roku 1952 podzielił IV - V miejsce w Hollywood, zaś dwa lata później wystąpił w drużynie USA w meczu przeciwko Związkowi Radzieckiemu (w spotkaniu tym uległ Dawidowi Bronsteinowi). 
W 1986 otrzymał honorowy tytuł arcymistrza za wyniki osiągnięte w latach trzydziestych.
Według systemu Chessmetrics, najwyższy ranking osiągnął w styczniu 1936, z wynikiem 2655 punktów zajmował wówczas 14. miejsce na świecie